# Château de Gendersberg
Gentersberg est un écart de la commune française de Hanviller, dans le département de la Moselle. 

## Toponymie
Anciennes mentions : Gentersberg (1445-1449) ; Le gagnage de Genterssberg (1594) ; Guntersberg (XVIIIe siècle) ; Guenderchberg (1751) ; Gendersberg (1755) ; Guentersberg (1756) ; Château et cense de Guendersberg (1771) ; Gœeudersberg (1771) ; Gundersberg (carte de l'État-major).

## Le château
Le château féodal, mentionné en 1577, est déjà détruit en 1661. Il se trouvait au sud-ouest du village, sur une hauteur, dans le Dittenbacherwald. Le château de Gentersberg est, de 1445 à 1547, fief des chevaliers bâtards de Deux-Ponts, qui en prennent le nom. 
En 1547, il est vendu au comte Jacques de Bitche, qui le réunit à la seigneurie de Bitche. En 1620, le duc Henri II de Lorraine donne la cense pour 4 000 francs, mais sous clause de rachat, à Louis de Carelle, gentilhomme de sa chambre, commandant de Bitche. Au début du XVIIIe siècle, le fief est en possession des sires de Stein et de ceux de Diethmar de Gentersberg.
Le château de Gendersberg construit en 1723 a été inscrit monument historique le 27 juin 1984.

## La ferme

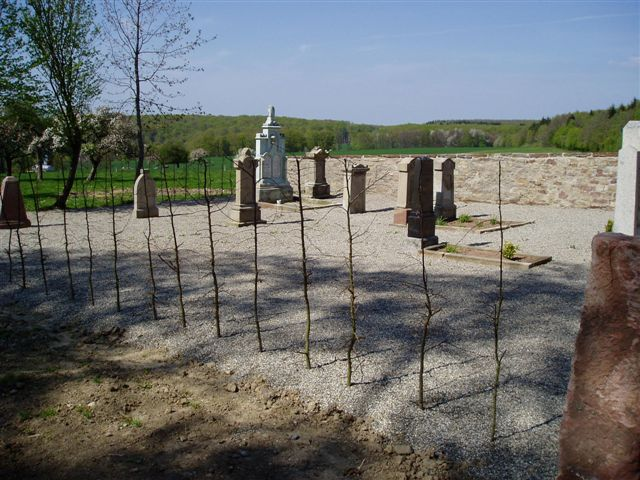
Le cimetière anabaptiste

Gentersberg est aujourd'hui une ferme, isolée sur le plateau qui s'étend au nord-ouest de Hanviller, dont les bâtiments d'une assez grande étendue semblent avoir été construits au commencement du XVIIIe siècle. Le château est reconstruit dans le deuxième quart du XVIIIe siècle pour Jean Frédéric Dithmar, substitut et receveur des finances puis fermier général du duc de Lorraine au comté de Bitche. Maître des forges de Mouterhouse, il est anobli en 1723. 
C'est ce même Jean-Frédéric Dithmar qui, en 1726, a fait construire le château de Schmittviller sur des terres érigées en fief en sa faveur en 1723, et qui obtient aussi l'érection en fief de la cense du Schœnhof à Rimling. Le château reste dans la famille Dithmar jusqu'à la Révolution puis passe entre les mains de la famille des comtes de Gudin qui le possèdent jusqu'en 1877. 
Privé d'une partie des bâtiments agricoles et du jardin à la française visibles sur l'Atlas topographique du Comté de Bitche, de 1758, il se présente comme un bâtiment de plan allongé à toit de tuiles plates, avec des avant-corps aux extrémités des deux façades. Les armoiries accolées des Dithmar et des La Lance de Moranville occupent le tympan des frontons brisés des portes piétonnes, placées au centre des élévations largement percées.